# Colwell
Colwell és una població dels Estats Units a l'estat d'Iowa. Segons el cens del 2000 tenia 76 habitants.

## Demografia
Segons el cens del 2000, Colwell tenia 76 habitants, 31 habitatges, i 20 famílies. La densitat de població era de 163 habitants per km².
Dels 31 habitatges en un 35,5% hi vivien nens de menys de 18 anys, en un 64,5% hi vivien parelles casades, en un 3,2% dones solteres, i en un 32,3% no eren unitats familiars. En el 32,3% dels habitatges hi vivien persones soles el 19,4% de les quals corresponia a persones de 65 anys o més que vivien soles. El nombre mitjà de persones vivint en cada habitatge era de 2,45 i el nombre mitjà de persones que vivien en cada família era de 3,14.
Per edats la població es repartia de la següent manera: un 30,3% tenia menys de 18 anys, un 9,2% entre 18 i 24, un 27,6% entre 25 i 44, un 23,7% de 45 a 60 i un 9,2% 65 anys o més.
L'edat mediana era de 31 anys. Per cada 100 dones de 18 o més anys hi havia 89,3 homes.
La renda mediana per habitatge era de 27.813 $ i la renda mediana per família de 29.688 $. Els homes tenien una renda mediana de 30.625 $ mentre que les dones 17.500 $. La renda per capita de la població era de 12.504 $. Entorn del 4,3% de les famílies i el 10,7% de la població estaven per davall del llindar de pobresa.

## Poblacions més properes
El següent diagrama mostra les poblacions més properes.